# Lago endorreico

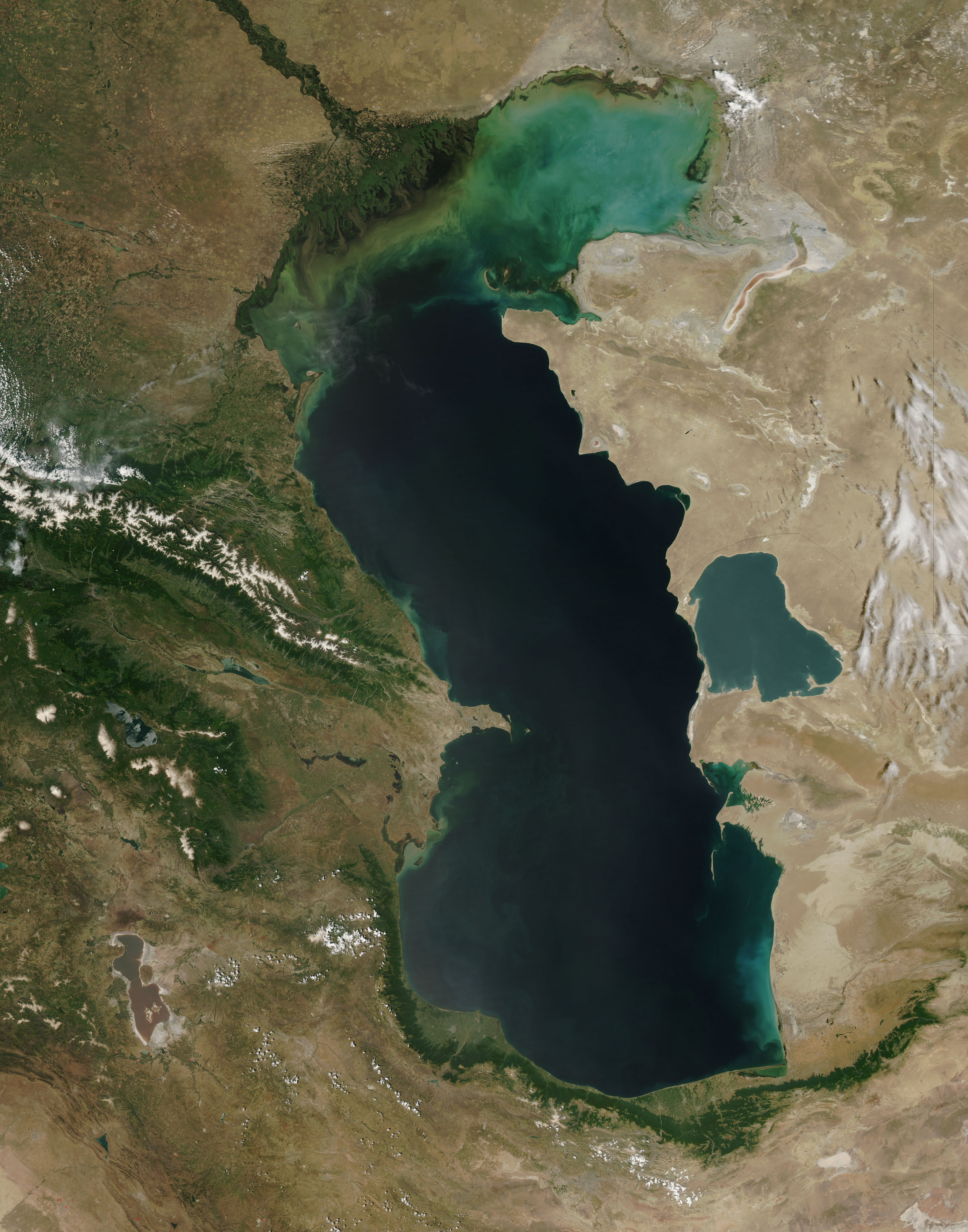
El mar Caspio es el mayor lago endorreico de la Tierra.

Lago endorreico es el lago que no evacua cantidades significativas de agua ni por desagüe superficial ni por infiltración, es decir, que evapora en su superficie toda el agua que colecta de su cuenca hidrográfica. Por definición, un lago endorreico está localizado siempre en el interior de una cuenca endorreica, en un mínimo topográfico local de la misma. Asimismo, la mayoría de las cuencas endorreicas forman lagos en sus mínimos topográficos. Cuando son de gran extensión suelen recibir la denominación de "mar", y la calificación de mar cerrado o mar interior para remarcar que no están conectados con la principal masa de agua que compone los mares (el conjunto de mares libres u océano global). No obstante, también se califican "mares interiores" o "cerrados" a algunos mares sí conectados (como el mar Báltico o el mar de Azov). Para su condición de endorreicos, los "lagos" o "mares" no han de tener ninguna conexión con el resto de vertientes.
Estos lagos suelen tener una alta salinidad (lago salino) e incluso formar grandes planicies de sal (salar) como resultado de la acumulación de las sales disueltas por sus afluentes en sus respectivas cuencas hidrográficas. Debido a la sensibilidad del nivel de sus aguas y su salinidad con el clima, estos lagos son utilizados para determinar la evolución paleoclimática con métodos geoquímicos. Incluso para periodos de tiempo más breves, apreciables a escala humana, pueden ser muy variables en la extensión de su superficie, dado que esta depende de los aportes de agua que reciben. El mar  de Aral o del lago Chad son casos de lagos endorreicos o mares interiores que se han reducido drásticamente en las últimas décadas. En la escala de tiempo geológico, algunos mares interiores se han conectado con los mares libres, como ocurrió con el mar Mediterráneo (actualmente conectado con el océano Atlántico por el estrecho de Gibraltar, pero separado de él en varias ocasiones) o más recientemente con el mar Negro (que se unió con el mar Mediterráneo al terminar la última glaciación).
El mayor lago endorreico del mundo es el mar Caspio, que drena la mayor cuenca endorreica, situada entre Europa y Asia. Otros lagos endorreicos importantes son: en Europa el lago Neusiedl y el lago Trasimeno; en Asia el lago Baljash, que no debe confundirse con el lago Baikal (que no es endorreico), el Issyk-Kul y el mar Muerto; en África el lago Chad, el lago Natron y el lago Turkana (el delta del Okavango no puede considerarse un lago, al ser estacional); en América del Norte el Gran Lago Salado, el lago de Texcoco, las lagunas de Mayran y Viesca, y la de Tlahualilo; en América del Sur el lago de Valencia y la Mar Chiquita; en Australia el lago Eyre. Los hay también en la Antártida: el lago Don Juan o el lago Vanda.
Existen lagos endorreicos incluso en islas, como el lago Enriquillo (República Dominicana) o los turloughs en Irlanda.
El lago Titicaca no es en realidad endorreico, pues tiene vías de desagüe hacia el salar de Coipasa que incluye el pequeño lago Coipasa, que sí es endorreico. El lago Titicaca es parte del sistema TDPS, que sí es endorreico en su conjunto.

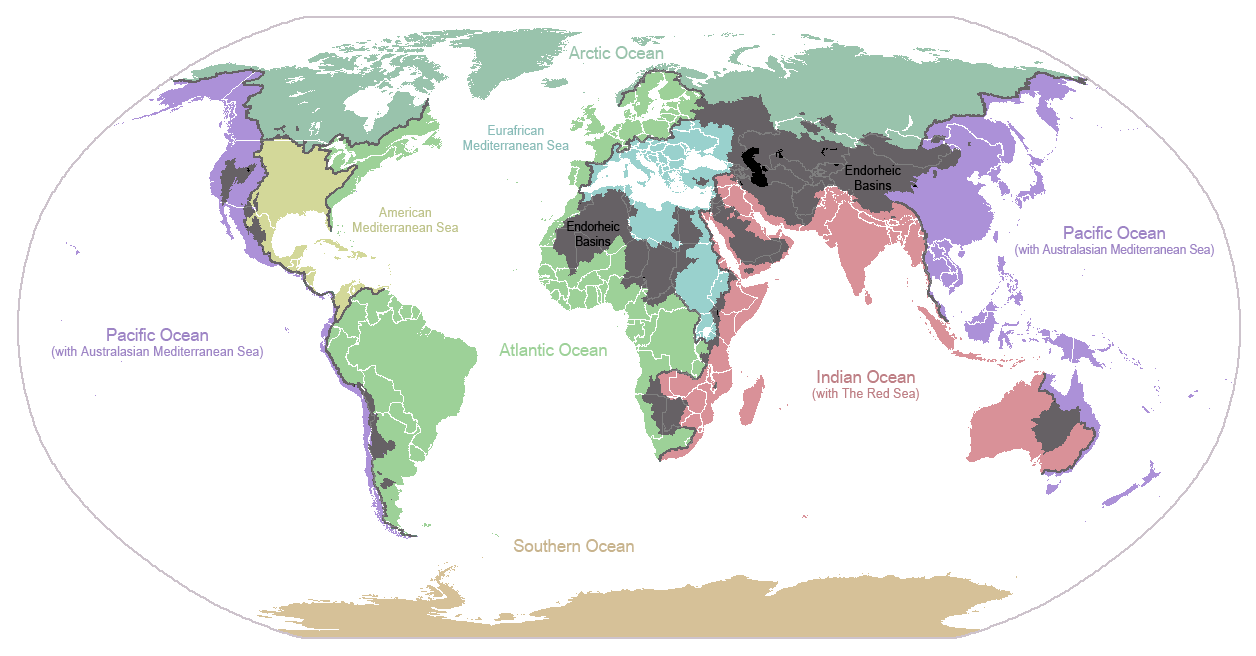
Principales cuencas endorreicas (gris oscuro) y lagos endorreicos (negro) del mundo.